# Xamece Almulque Ismail
Xamece Almulque Ismail (Xams al-Mulk Isma'il; 1113 (912 anos) - 1 de fevereiro de 1135) foi um atabegue búrida do Emirado de Damasco de 1132 a 1135.

## Vida
Xamece Almulque Ismail, nascido em 1113, era filho de Taje Almoluque Buri, o atabegue de Damasco, e de sua esposa Zumurruda. Dois assassinos feriram Buri no estômago em maio de 1132 em vingança pelo massacre de seus companheiros em Damasco. Buri sofreu por 13 meses antes de morrer em junho de 1133. Ismail sucedeu a seu pai e decidiu tomar Banias, que havia sido previamente capturada por Balduíno II de Jerusalém com a ajuda dos Assassinos. Ismail atacou Banias e a capturou em 11 de dezembro de 1132.
Ailba, uma escrava do avô de Ismail, Toguetequim, fez um atentado contra a vida de Ismail em 1134. Depois de ser capturada, listou os nomes de muitas pessoas que desejavam a morte de Ismail por causa de seus atos tirânicos. Ordenou a prisão dos supostos conspiradores, incluindo seu meio-irmão, Sauinje, que morreu de fome na prisão. Temendo por sua vida, deixou Damasco e se estabeleceu na fortaleza de Salcade. Também enviou emissários ao antigo inimigo de seu pai, Zengui, o atabegue de Alepo e Moçul, buscando sua proteção em troca de Damasco. Ismail foi assassinado em 1.º de fevereiro de 1135. O autor da contemporânea Crônica Cruzada de Damasco acusou a mãe de Ismail de ordenar a seus servos que o matassem, pois também queria matar o amante dela. Ela nomeou seu filho mais novo, Xiabadim Mamude, para governar Damasco.